# Francesca Morosini
Francesca Morosini († 1374 oder Anfang 1375 in Venedig) war durch die Ehe mit dem Dogen Andrea Dandolo von seiner Wahl am 4. Januar 1343 bis zu seinem Tod am 7. September 1354 über elf Jahre lang Dogaressa der Republik Venedig.

## Leben

### Herkunft, Ehe
Francesca Morosini entstammte einer der einflussreichsten und ältesten Familien Venedigs. Sie war, als sie Dogaressa wurde, in den Zwanzigern, war also wohl in den Jahren um 1320 zur Welt gekommen. Ihr erstgeborener Sohn Fantino († um 1356) heiratete Beriola Falier († nach 13. Dezember 1374, Testament), Nichte des Dogen Marino Falier. Leonardo († 1406) überlebte seine Eltern und bekleidete eine Reihe wichtiger Ämter. Zanetta heiratete einen Loredan.

### Dogaressa, Pest, Testamente (1348, 1373), Grabmal
Die Pest, der Schwarze Tod, erreichte Venedig Ende 1347. Binnen weniger Monate soll Venedig mehr als die Hälfte seiner Einwohner verloren haben. Nach Schätzungen Mario Brunettis starben 45.000 bis 50.000 Menschen in der Stadt. Über 50 Adelsfamilien verschwanden. Der Große Rat, der sich am 30. März 1348 zum ersten Mal erkennbar mit der katastrophalen Lage befasste, forderte danach die Pregadi (später Senatoren genannt) auf, Maßnahmen zur Wiederbevölkerung zu treffen, was zahlreiche Ausländer in die Stadt brachte. Der Bevölkerungseinbruch blieb noch mindestens bis 1353 fühlbar. Am 8. August 1348 machte die Dogaressa vorsorglich ihr Testament.
Immerhin ließ die Pandemie gegen 1353 nach. Zu dieser Zeit durften Doge und Dogaressa, jedenfalls war dies in der promissione ducale, dem Antseid, den der Doge seit langer Zeit vor Amtsantritt zu akzeptieren hatte, noch nicht explizit untersagt, wirtschaftlich tätig sein. Dies galt auch für den Erwerb von Immobilien. So erwarb das Paar die „Cha’ Dandulo“ nahe der Rialtobrücke zwischen 1350 und 1352. Allerdings handelte es sich dem Augenschein nach nicht um eine rein wirtschaftliche Transaktion. Der Doge erwarb nämlich einen Teil des Hauses als Ausgleich für nicht bezahlte Schulden eines anderen Andrea Dandolo, quondam Renier. Das Paar zog es also einfach ein. Fantin, der Sohn des Dogen, erhielt statt der Obligation über eine Summe von 6.000 Libra ad grossos zum Anlass seiner Emanzipation die „Cha’ Dandulo“. Dieser wiederum setzte seinen Bruder, den miles Leonardo 1356 als Universalerben ein. Leonardo überschrieb 1365 seinerseits einen Teil des Hauses seiner Frau Morosina als Sicherheit für ihre Mitgift (die in Venedig üblicherweise zurückerstattet wurde, weil sie der Versorgungssicherheit diente).
Am 3. September 1354, vier Tage vor seinem Tod, diktierte der Doge seinerseits sein Testament. Darin wurde seine Frau, sein Bruder Simone, seine Schwester Agnese, die Söhne Fantino, Leonardo und die Tochter Zanetta sowie die Nichte Bertuccia versorgt. Der Leichnam des Dogen wurde in der Kapelle des Baptisteriums im Markusdom beigesetzt, wobei seine Witwe als einer der Testamentsvollstrecker fungierte.
Francesca Dandolo wurde entsprechend ihrem Testament nicht in San Marco, sondern in der Familiengruft in San Giovanni Evangelista auf der Torcello im Norden der Lagune von Venedig beigesetzt. Diesen Begräbnisort in der Dandologruft hatte sie in ihrem Testament vom 9. Dezember 1373, das sich im Staatsarchiv Venedig befindet, verfügt.